# پیر آردی
پیر آردی (فرانسوی: Pierre Hardy‎; ۴ اوت ۱۹۰۷ – ۲۴ ژوئیهٔ ۲۰۰۰) تیرانداز اهل فرانسه بود.
وی در مسابقات کشوری و بین‌المللی در مجموع برندهٔ ۱ مدال نقره شده‌است.